# Jeff Moss (Hacker)

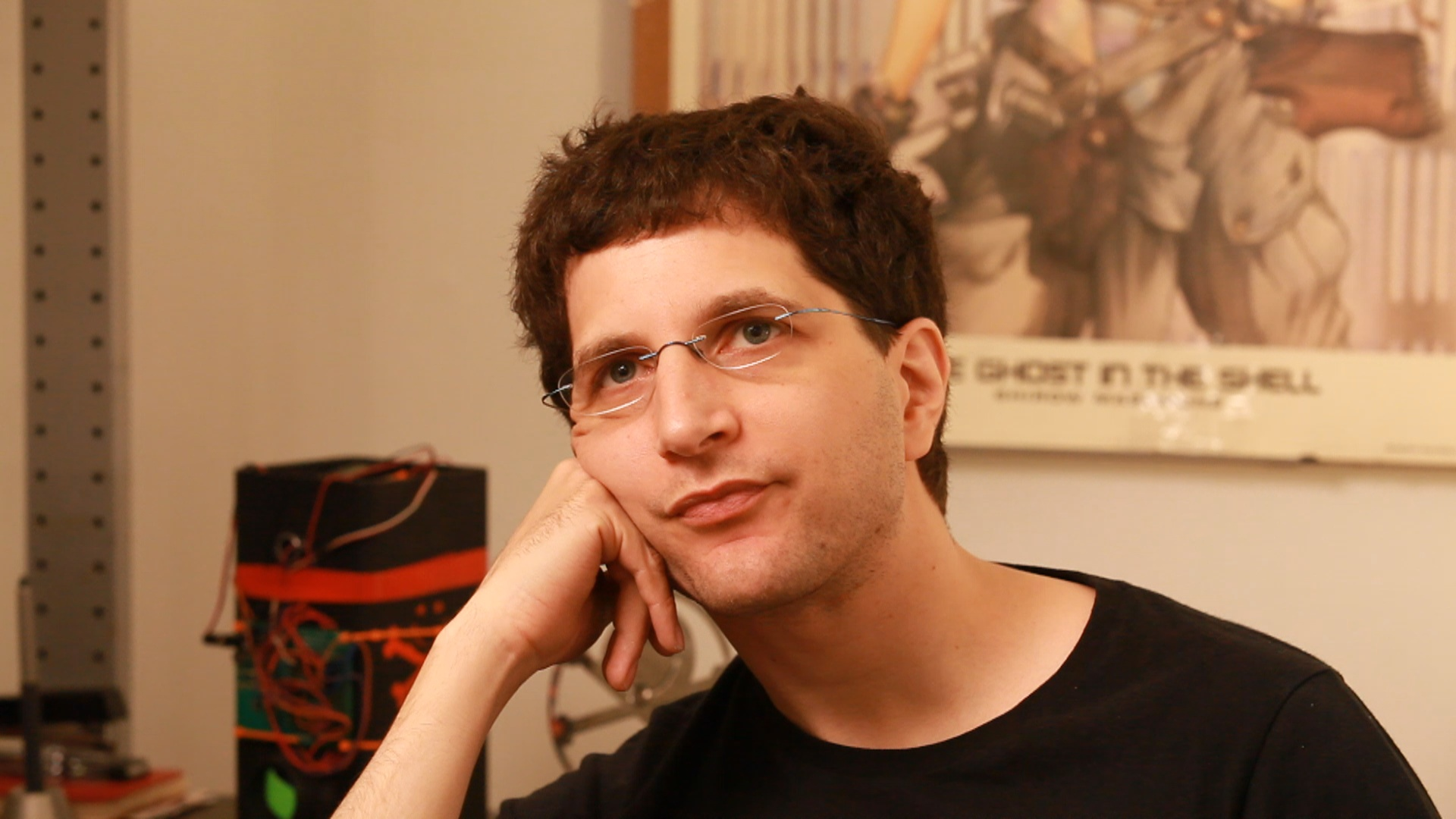
Jeff Moss

Jeff Moss (* 1. Januar 1975 in Kalifornien) ist ein amerikanischer Hacker, Computer- und Internetsicherheitsexperte, der die Computerhacker-Konferenzen Black Hat Briefings und DEFCON gegründet hat.
Jeff Moss erhielt seinen ersten Computer im Alter von 10 Jahren. Er studierte an der Gonzaga University Strafrecht. Später war er für das Unternehmen Ernst & Young im Bereich Computersicherheit tätig und hatte eine Leitungstätigkeit bei Secure Computing inne, wo er für die Gebiete USA, Asien und Australien zuständig war. Im Jahr 2005 veräußerte Jeff Moss Black Hat, um das Unternehmen CMP Media für 13,9 Mio. USD zu erwerben. 2009 wurde Moss in den Homeland Security Advisory Council (etwa: Heimatschutzbeirat) der Regierung Barack Obamas berufen. 2011 wurde Jeff Moss zum Chief Security Officer der Internetbehörde ICANN ernannt.
Heute (2015) lebt Moss in Seattle. Dort ist er Sicherheitsberater für ein Unternehmen, das Computersysteme anderer Unternehmen testet.